# ياتصيب ياتخيب (مسلسل)
ياتصيب ياتخيب مسلسل سعودي من تأليف سعد المدهش وإخراج عبد الخالق الغانم والعرض الأول (1 رمضان 1433 هـ - 20 يوليو 2012).

## قصة المسلسل
مسلسل يتناول عددا من القضايا الاجتماعية في قالب كوميدي ساخر، من خلال موظف التعداد السكاني والمواقف التي يتعرض لها أثناء زياراته للمنازل.

## فريق الممثلين
- سلطان المقبالي
- بدر الغانم
- عدنان بالعيس
- باسم الغانم
- عبدالباقي البخيت
- وفي الغانم
- خالد البريكي
- هيفاء حسين
- إبراهيم الحساوي
- سمير الناصر
- شفيقة يوسف
- أمينة القفاص
- شمعة محمد
- عبدالعزيز المليفي
- بشير الغنيم
- علي السعد
- راضي المهنا
- ساره الجابر
- افنان فؤاد
- حسن الخلف